# Leichtathletik-Europameisterschaften 2010/Teilnehmer (Lettland)

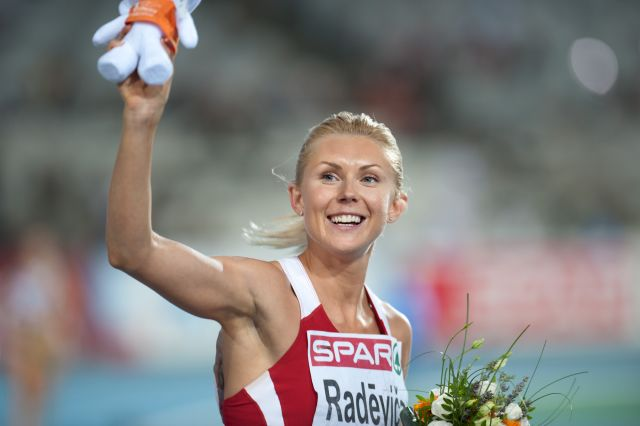
Ineta Radēviča nach ihrem Sieg im Weitsprung

Lettland meldete 23 Sportler, davon acht Frauen und fünfzehn Männer, für die Leichtathletik-Europameisterschaften 2010 vom 27. Juli bis zum 1. August in Barcelona.
| Wettbewerb        | Männer                                      | Frauen                                                    |
| ----------------- | ------------------------------------------- | --------------------------------------------------------- |
| 100 m             | Ronalds Arājs (15. Platz)                   |                                                           |
| 800 m             | Dmitrijs Jurkevičs Dmitrijs Miļkevičs       |                                                           |
| 1500 m            | Dmitrijs Jurkevičs (24. Platz)              |                                                           |
| 110 m Hürden      | Staņislavs Olijars                          | –                                                         |
| 400 m Hürden      |                                             | Ieva Zunda                                                |
| Hochsprung        | Normunds Pūpols                             |                                                           |
| Weitsprung        | Jānis Leitis                                | Lauma Grīva Ineta Radēviča                                |
| Dreisprung        |                                             | Ineta Radēviča                                            |
| Kugelstoßen       | Māris Urtāns                                |                                                           |
| Hammerwurf        | Igors Sokolovs Ainārs Vaičulēns             |                                                           |
| Speerwurf         | Ainārs Kovals Ēriks Rags Vadims Vasiļevskis | Sinta Ozoliņa-Kovala Madara Palameika                     |
| Zehnkampf         | Edgars Eriņš Atis Vaisjūns                  | –                                                         |
| 20 km Gehen       | Arnis Rumbenieks                            |                                                           |
| 4 × 100 m Staffel |                                             | Jekaterina Čekele Sandra Krūma Marlena Reimane Ieva Zunda |